# Eupithecia multiplex
Eupithecia multiplex là một loài bướm đêm trong họ Geometridae.